# Fritillaria crassifolia
Fritillaria crassifolia là một loài thực vật có hoa trong họ Liliaceae. Loài này được Boiss. & A.Huet miêu tả khoa học đầu tiên năm 1859.
Đây là loài bản địa Iran, Iraq, Thổ Nhĩ Kỳ, Syria, và Liban.
Phân loài
- Fritillaria crassifolia subsp. crassifolia - Iran, Turkey, Syria, và Liban
- Fritillaria crassifolia subsp. hakkarensis Rix - Iraq, Thổ Nhĩ Kỳ
- Fritillaria crassifolia subsp. poluninii Rix - Iraq